# 비스쿠피체포드구르네
비스쿠피체포드구르네(폴란드어: Biskupice Podgórne)는 폴란드 돌니실롱스크주에 위치한 마을로, 인구는 110명(2011년 기준)이다. 비스쿠피체 포드구르네에 LG에너지솔루션, LG전자 폴란드, LG화학 폴란드, LG이노텍 폴란드, 덕우전자, 동양전자와 스타리온, UPM 등등 여러 업체의 공장이 있다.